# الیسال، سالیناس، کالیفرنیا
الیسال، سالیناس، کالیفرنیا (به انگلیسی: Alisal, Salinas, California) یک منطقهٔ مسکونی در ایالات متحده آمریکا است که در کالیفرنیا واقع شده‌است.

## خصوصیات
الیسال ۲۷ متر بالاتر از سطح دریا واقع شده‌است.